# Aarstrom
Aarström foi um capitão de um barco baleeiro dinamarquês. Percorreu em 1864 os mares árcticos junto com Matbilas, onde encontrou o capitão Sivert Tobiesen. Navegaram na companhia um do outro e dobraram o Cabo Platen, descobrindo a Terra Gillis, onde não puderam desembarcar por causa do gelo. 
Não podendo continuar a navegar, nem tendo víveres senão para dois meses, abandonaram os navios e em botes sem quilha chegaram à costa de Spitzberg. Foi recolhido pelo professor Nordenskiold a bordo do «Axel hordaen».